# Palmeirante
Palmeirante – miasto i gmina w Brazylii, w stanie Tocantins. Znajduje się w mezoregionie Ocidental do Tocantins i mikroregionie Araguaína.